# Italienisering

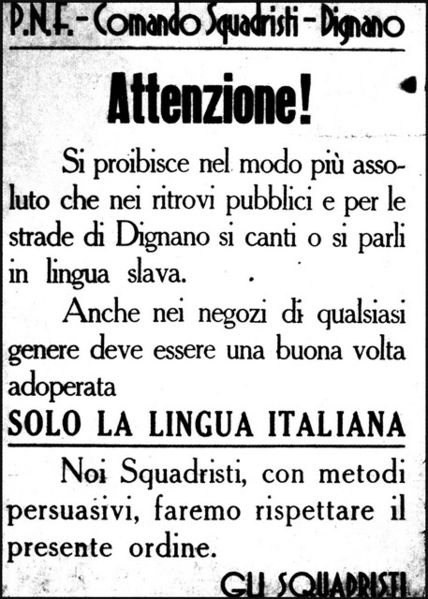
Ett plakat uppsatt av de italienska fascisterna i Vodnjan. Plakatet förbjuder bruket av det ”slaviska språket”.

Italienisering (italienska: Italianizzazione, kroatiska: potalijančavanje eller talijanizacija, slovenska: poitalijančevánje eller italijanizácija, tyska: Italianisierung) är en term som används för att beskriva den process av kulturell assimilation som bedrevs av italienska myndigheter långt in på 1900-talet och där ickeitalienska eller delvis italienska befolkningsgrupper och territorier assimilerades. Denna politik kulminerade under de italienska fascisterna 1922-1943 och drabbade i synnerhet områden som fram till första världskriget hört till Österrike-Ungern, däribland Sydtyrolen och Österrikiska kustlandet, där majoritetsbefolkningen var tyskar (Sydtyrolen), kroater och slovener (Österrikiska kustlandet). Men även andra områden och språkgrupper drabbades.

## Bakgrund och mål
Italieniseringen kan ses som en konsekvens av den italienska irredentismen. Inspirerade av den gryende nationalismen i Europa och Italiens enande under 1800-talet gjorde italienska irredentister och senare fascister anspråk på områden med rätoromansktalande befolkning eller områden som en gång i historien haft en latinsktalande befolkning. Då italieniseringen påbörjades av sådana områden fanns det i många fall en tvåspråkig befolkning. Vissa områden var dock enspråkiga och saknade helt en italiensktalande befolkning.  Målet med italieniseringen var att skapa en enhetlig italiensktalande befolkning och en av Italien präglad kultur i de assimilerade territorierna.

## Metoder
Italieniseringen verkade genom olika metoder, däribland:
- utflyttning av icke-italiensktalande (dock utan tvång)
- inflyttning av italiensktalande
- systematisk diskriminering av andra språk

Det sistnämnda skulle både motivera flera icke-italiensktalande att lämna det av Italien assimilerade territoriet samt sörja för att de som lät sig assimileras kunde accepteras som ”goda italienare”. 
Diskrimineringen skedde genom att minoritetsspråket förbjöds:
- i rättsväsendet
- i administrationen
- i tidningar och tryckta medier
- i förskolor och skolor
- på gravstensinskriptioner

Det var förbjudet att använda sig av tolk. Icke-italiensktalande politiker, domare, lärare och andra ämbetsmän blev uppsagda och ersatta med italiensktalande. Personnamn, efternamn och ortsnamn ersattes med italienska namn. 

## Berörda språkgrupper och territorier
Det största området som berördes av italienisering var Sydtyrolen där 3 % av befolkningen var italiensktalande 1919. Resten talade tyska eller ladinska. Även den tysk- och slovensktalande befolkningen i Kanaldalen och den slovensktalande befolkningen i Gorizia och Trieste drabbades. I Istrien drabbades den kroatisk- och slovensktalande befolkningen och i städer som Rijeka och Zadar diskriminerades den kroatisktalande befolkningen systematiskt. Detsamma skedde med den frankoprovensalsktalande befolkningen i Aostadalen, den friulisktalande i Friuli samt sardisktalande på Sardinien vars språk kom att betraktas som en dialekt av italienskan. 

## Konsekvenser

### Sydtyrolen
Sydtyrolen var fram till freden i Saint-Germain 1919 en del av det österrikisk-ungerska kronlandet grevskapet Tyrolen som vid folkräkningen 1910 hade en tysktalande befolkning som uppgick till 92,2 % av befolkningen. 3,8 % talade ladinska och 2,9 % italienska. Vid freden i Saint-Germain kom Sydtyrolen att tillfalla Italien och italienska myndigheter förde en italieniseringspolitik gentemot den nyförvärvade provinsen. 
Då de italienska fascisterna tillträdde makten och Benito Mussolini blev statsöverhuvud tilltog assimileringspolitiken. 1923 förbjöds bruket av det tyska språket i skolorna, medierna, den statliga förvaltningen och administrationen. Tjänster inom den sydtyrolska administrationen, inklusive skol- och rättväsendet, tillsattes av italiensktalande. Geografiska platser och ortsnamn fick nya officiella italienska namn och tyska för- och efternamn italieniserades. Italienska bosättare från söder fick statligt stöd och uppmuntrades att bosätta sig i provinsen. Italienska myndigheter fick oväntat stöd från Nazityskland i sin italieniseringspolitik. Den tyske regeringschefen Adolf Hitler hade länge ansett att Sydtyrolen var förlorat och den tyska befolkningen uppmanades att emigrera och bosätta sig i Tyskland. Många hörsammade uppmaningen vilket ledde till en utflyttning av tysktalande samtidigt som det skedde en inflyttning av italiensktalande.
Italiens politik gentemot provinsen fick även ett politiskt efterspel efter andra världskriget. Segrarmakterna bekräftade gränsdragningarna från 1919 men pressade Italien att ge landets minoriteter självbestämmanderätt. Österrike och Italien undertecknade 1946 ett avtal som garanterade Sydtyrolen ökat självstyre. Det statliga stödet för italienska "immigranter" till provinsen fortsatte emellertid. Detta tolkade av den lokala tyska befolkningen och Österrike som att Italien inte var berett att ge provinsen full autonomi förrän den demografiska bilden var förändrad till Italiens fördel. Sedan Österrike ånyo tagit upp frågan i FN gick Italien 1972 med på ett omfattande "autonomipaket" för provinsen.  
82 år efter det italienska maktövertagande var provinsens demografiska uppsättning förändrad. I folkräkningen 2001 uppgav 69,15 % sydtyrolare att de var tysktalande. 26,47 % uppgav att de var italiensktalande och 4,37 % att de var ladinsktalande.

### Istrien, Dalmatien, Trieste, Rijeka och Zadar
Efter första världskriget och efter att Rapallofördraget 1920 undertecknats av kungariket Italien och Serbers, kroaters och sloveners kungarike erhöll italienarna vad som inom Österrike-Ungern varit riksdelen Österrikiska kustlandet, exklusive Kastavs kommun och ön Krk. Det tidigare Österrikiska kustlandet innefattade Istrien samt öarna i Kvarnerviken i dagens Kroatien, de västra delarna av dagens Slovenien och de östligaste delarna av den autonoma regionen Friuli-Venezia Giulia i dagens Italien. Avtalet gav även Italien kontrollen över Zadar, den tidigare provinshuvudstaden i Dalmatien, och de dalmatiska öarna Lastovo och Palagruža. Genom Romfördraget 1924 erhöll Italien även staden Rijeka som inom Österrike-Ungern varit ett Corpus separatum med en blandad italiensk- och kroatisktalande befolkning. 
Liksom mot den tysk- och ladinsktalande befolkningen i Sydtyrolen förde de italienska myndigheterna en italieniseringspolitik gentemot den slovensk- och kroatisktalande befolkningen i Istrien och den kroatisktalande befolkningen i Rijeka, Zadar och kroatiska ö-världen. Slovensk- och kroatisktalande skolor stängdes successivt ner, slovenska och kroatiska publikationer förbjöds. Slovenska och kroatiska personnamn ändrades till italienskklingande och tjänster inom administrationen tillsattes av italiensktalande.    
Rapallofördraget hade gett Italien kontrollen över Trieste som visserligen hade en italiensktalande majoritet men med en stor slovensktalande minoritet som kom att utsättas för Italiens assimileringspolitik. Den 13 juli 1920 brände de italienska svartskjortorna ned Folkets hus i Trieste. Folket hus var den slovensktalande befolkningens kulturella och ekonomiska centrum i staden och dådet kom att hyllas av Benito Mussolini.  
Under andra världskriget ockuperade Italien stora delar av Dalmatien. Befolkningen förbjöds att lyssna på kroatiskspråkiga radiosändningar. De italienska myndigheternas politik i Istrien och Dalmatien ledde till en utflyttning av slovensk- och kroatisktalande i de berörda områdena men också till hårda sammandrabbningar. Slovensk-kroatiskt motstånd manifesterades bland annat genom skapandet av den antifascistiska motståndsrörelsen TIGR som genom militära aktioner kom att motarbeta den italienska ockupationsmakten och dess assimileringspolitik. De italienska myndigheterna utförde summariska avrättningar av slovenska och kroatiska motståndsmän. Sammandrabbningarna kulminerade i krigets slutskede då jugoslaviska partisaner tog hämnd på italienare och deras kollaboratörer. Hundratals italiensktalande mördades i de så kallade foiba-massakrerna. Efter krigets slut och i rädsla för repressalier skedde en exodus av italiensktalande från Istrien, Rijeka och Dalmatien vilket kom att förändra den demografiska bilden. 
Sedan 1990-talet är italienskan officiellt minoritetsspråk i Istrien där det är vanligt men tvåspråkiga ortskyltar och slovenska är officiellt minoritetsspråk i Trieste.       

### Kanaldalen
Kanaldalen var fram till 1919 en del av hertigdömet Kärnten, en riksdel inom Österrike-Ungern. Kanaldalen hade en blandad tysk- och slovensktalande befolkning och det fanns få italiensktalande. Vid freden i Saint-Germain kom dalen att tillhöra Italien och den utsattes för italienisering. Idag är en majoritet av befolkningen i Kanaldalen italiensktalande.